# Parliamone in famiglia
Parliamone in famiglia è stata una trasmissione televisiva andata in onda dal 17 settembre al 26 ottobre 2012 su Rai 2 dalle ore 14:00 alle ore 16:15 ed era condotta da Lorena Bianchetti.

## Contenuti
Il programma, di genere talk-show, aveva preso il posto, nel palinsesto della rete, a partire da lunedì 17 settembre 2012, de L'Italia sul 2, riprendendone in gran parte la formula: ogni giorno la conduttrice insieme a vari ospiti trattava argomenti di attualità, cronaca, economia e costume prestando attenzione soprattutto ai problemi delle famiglie italiane.
Inoltre era presente lo spazio SI O NO in cui la conduttrice discuteva un tema di stretta attualità con ospiti divisi in due fazioni: favorevoli e contrari e chiedendo al pubblico a casa il proprio parere sulla questione esaminata tramite televoto, il cui risultato veniva poi reso noto alla fine della puntata.
Il programma si sarebbe dovuto concludere a giugno 2013, ma, a causa dei bassi ascolti registrati e riscontrati, i vertici Rai hanno deciso di chiuderlo anticipatamente dopo appena un mese e mezzo e solo 6 settimane di programmazione; l'ultima puntata è andata in onda venerdì 26 ottobre 2012.
Dopo che dal 29 ottobre dello stesso anno al 15 marzo 2013 sono andati in onda dei telefilm in replica come riempitivo, la fascia oraria di Parliamone in famiglia è stata occupata, dal 18 marzo, da un nuovo programma di factual: Detto fatto, condotto da Caterina Balivo e, in seguito, da Bianca Guaccero.